# Oblas (osada leśna)
Oblas – osada leśna w Polsce, położona w województwie mazowieckim, w powiecie radomskim, w gminie Przytyk.
Miejscowość wchodzi w skład sołectwa Oblas.
W latach 1975–1998 miejscowość administracyjnie należała do województwa radomskiego.